# Kleiner Staufenberg (Kaufunger Wald)
Der Kleine Staufenberg ist eine 370,5 m ü. NHN hohe Erhebung des Kaufunger Waldes. Er liegt bei Lutterberg im Gemeindegebiet von Staufenberg im südniedersächsischen Landkreis Göttingen (Deutschland).

## Geographie

### Lage
Der Kleine Staufenberg erhebt sich im Süden des Naturparks Münden. Sein Gipfel liegt 2,5 km nordöstlich des Staufenberger Kernorts Landwehrhagen und 0,5 km südöstlich vom Ortskern des Staufenberger Ortsteils Lutterberg. Im Nordwesten entspringt der Fulda-Zufluss Ickelsbach und im Südosten – jenseits der die Erhebung passierenden Bundesautobahn 7 – der Nieste-Zufluss Wellebach. 1,3 km (jeweils Luftlinie) südöstlich erhebt sich der Große Staufenberg (ca. 427 m) mit dem ehemaligen Segelflugplatz Staufenberg.
Auf dem Kleinen Staufenberg liegen Teile des Landschaftsschutzgebiets Weserbergland-Kaufunger Wald (CDDA-Nr. 325317; 1989 ausgewiesen; 285,018 km² groß).

### Naturräumliche Zuordnung
Der Kleine Staufenberg gehört in der naturräumlichen Haupteinheitengruppe Osthessisches Bergland (Nr. 35), in der Haupteinheit Fulda-Werra-Bergland (357) und in der Untereinheit Kaufunger Wald und Söhre (357.7) zum Naturraum Kaufunger-Wald-Hochfläche (357.71). Nach Westen und Norden fällt die Landschaft in die Untereinheit Mündener Fulda-Werra-Talung (370.6) ab, die in der Haupteinheitengruppe Weser-Leine-Bergland (37) zur Haupteinheit Solling, Bramwald und Reinhardswald (370) zählt, und nach Süden in die Untereinheit Kasseler Becken (343.3), die in der Haupteinheitengruppe Westhessisches Berg- und Senkenland; 34) zur Haupteinheit Westhessische Senke (343) gehört.